# Anna Comarella
Anna Comarella (Pieve di Cadore, 12 marzo 1997) è una fondista italiana.

## Biografia
Nata a Pieve di Cadore, in provincia di Belluno, nel 1997, inizia a praticare lo sci di fondo a 5 anni, nel 2002, spinta dalla madre Silvia, anche lei fondista. Partecipa alle sue prime gare importanti a 16 anni, nel 2013.
Dal 2014 al 2017 ha partecipato a quattro edizioni dei Mondiali juniores, vincendo l'argento nel 2017 a Park City, negli USA, nella staffetta 4x3,3 km, chiusa dietro soltanto alla Russia. Debutta in Coppa del Mondo il 16 dicembre 2017 a Dobbiaco.
Nel 2018, a 21 anni non ancora compiuti, partecipa ai Giochi olimpici di Pyeongchang 2018 in tre gare: lo skiathlon 15 km, dove arriva 37ª in 44'25"9, la 30 km tecnica classica, dove termina 34ª in 1h35'48"7, e la staffetta 4x5 km, chiusa al 9º posto in 54'22"0, insieme ad Elisa Brocard, Ilaria Debertolis e Lucia Scardoni; l'anno successivo ai Mondiali di Seefeld in Tirol, suo debutto iridato, è stata 28ª nella 10 km, 17ª nello skiathlon e 7ª nella staffetta, mentre a quelli di Oberstdorf 2021 si è classificata 31ª nella 10 km e 21ª nello skiathlon. Ai XXIV Giochi olimpici invernali di Pechino 2022 si è piazzata 26ª nella 10 km, 40ª nella 30 km, 37ª nello skiathlon e 8ª nella staffetta; ai Mondiali di Planica 2023 è stata 22ª nella 30 km, 24ª nello skiathlon e 7ª nella staffetta e a quelli di Trondheim 2025 si è classificata 20ª nella 10 km, 22ª nello skiathlon e 7ª nella staffetta.

## Palmarès

### Mondiali juniores
- Park City 2017: argento nella staffetta 4x3,3 km.

### Coppa del Mondo
- Miglior piazzamento in classifica generale: 33ª nel 2021